# Окакура Какудзо
Окакура Какудзо (яп. 岡倉 覚三 14 лютого 1863 — 2 вересня 1913), також відомий як Окакура Тенсін (яп. 岡倉 天心) — японський вченим і мистецтвознавцем, який в епоху реформи Реставрації Мейдзі пропагував критичне розуміння традиційних форм, звичаїв і вірувань. За межами Японії він найбільше відомий завдяки праці «Книга чаю: японська гармонія мистецтва, культури та простого життя» (1906). Написана англійською мовою після російсько-японської війни, вона засуджувала західне карикатурне зображення японців та азіатів загалом і висловлювала побоювання, що Японія здобуває повагу лише тією мірою, якою переймає варварство західного мілітаризму.

## Раннє життя та освіта

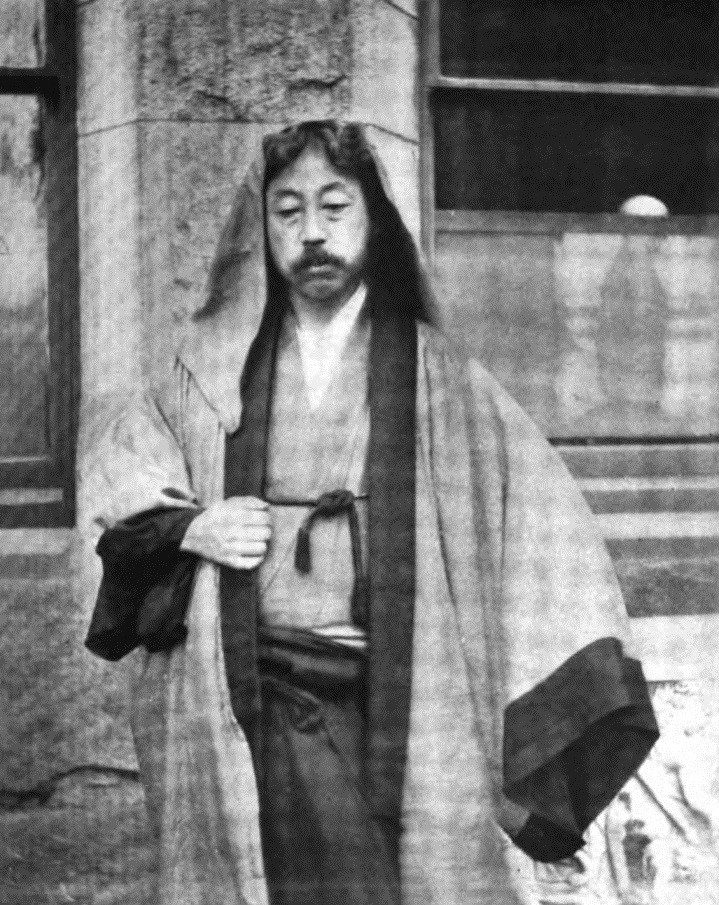
Окакура Какудзо

Другий син Окакури Канемона, колишнього скарбника князівства Фукуї, який став торговцем шовком, та другої дружини Канемона, Какудзо, був названий на честь кутового складу (角蔵), де він народився, але пізніше змінив написання свого імені на інший кандзі, що означає «пробуджений хлопчик» (覚三).
Окакура вивчив англійську мову, навчаючись у Йосісабуро, школі, якою керував християнський місіонер, доктор Джеймс Кертіс Гепберн, який дотримувався системи романізації Гепберна. Тут він добре опанував іноземну мову, але не міг читати кандзі, ієрогліфи своєї батьківщини. В результаті батько влаштував йому паралельне вивчення західної культури в Йосісабуро та традиційної японської мови в буддійському храмі. Після скасування феодальної системи в 1871 році його родина переїхала з Йокогами до Токіо. У 1875 році Окакура приєднався до них і отримав стипендію в Токійському інституті іноземних мов. Невдовзі після цього навчальний заклад було перейменовано на Токійський імператорський університет. Саме в цій престижній академії він вперше зустрівся з істориком мистецтва, який здобув освіту в Гарварді, Ернестом Феноллозою та навчався у нього.

## Кар'єра
У 1886 році Окакура став секретарем міністра освіти та відповідав за музичні справи. Пізніше того ж року його було призначено до Імперської художньої комісії та відправлено за кордон для вивчення красного мистецтва у західному світі. Після повернення з Європи та Сполучених Штатів, у 1887 році, він допоміг заснувати, а через рік став директором Токійської школи образотворчих мистецтв (東京美術学校).
Нова художня школа являла собою «першу серйозну реакцію на безжиттєвий консерватизм» традиціоналістів та «так само ненатхненне наслідування західного мистецтва» сприяли ранні ентузіасти Мейдзі. Обмежуючись більш симпатичними аспектами мистецтва на Заході, у школі та в новому періодичному виданні «Кокка», Окакура прагнув реабілітувати стародавні та місцеві види мистецтва, шануючи їхні ідеали та досліджуючи їхні можливості. Коли в 1897 році стало зрозуміло, що європейським методам слід надавати дедалі більшого значення в шкільній програмі, він пішов у відставку з посади директора. Через шість місяців він відновив зусилля, на його думку, спиратися на західне мистецтво, не завдаючи шкоди національному натхненню в Ніхон Бідзюцуї (日本美術院), заснована разом з Хасімото Ґахо та Йокоямою Тайкан та тридцятьма сімома іншими провідними художниками.
Водночас Окакура виступав проти синтоїстського руху Хайбуцу Кішаку, який після Реставрації Мейдзі прагнув витіснити буддизм з Японії. Разом з Ернестом Феноллосою він працював над відновленням пошкоджених буддійських храмів, зображень та текстів.
Окакура був відомим міським мешканцем, який зберігав міжнародне почуття. Усі свої основні твори він написав англійською мовою. Окакура досліджував традиційне мистецтво Японії та подорожував Європою, Сполученими Штатами та Китаєм, а також прожив два роки в Індії, протягом яких вів діалог зі Свамі Вівеканандою та Рабіндранатом Тагором. Окакура наголошував на важливості азійської культури для сучасного світу, намагаючись перенести її вплив на сфери мистецтва та літератури, які за його часів значною мірою перебували під впливом західної культури. У 1906 році його запросив Вільям Стерджіс Бігелоу до Музей витончених мистецтв, у Бостоні, а в 1910 році він став куратором його Відділу японського та китайського мистецтва. З 1886 року він був близьким другом американського художника Джона Ла Фаржа, якому присвятив «Книга чаю». Окакура також консультував Ла Фаржа у створенні фресок для Верховного суду Міннесоти.

## Твори
Його книга 1903 року з історії мистецтва та культури Азії «Ідеали Сходу: дух японського мистецтва», опублікована напередодні російсько-японської війни, відома своїм вступним абзацом, у якому він бачить духовну єдність по всій Азії, що відрізняє її від Заходу:
Азія єдина. Гімалаї розділяють, лише підкреслюючи, дві могутні цивілізації: китайську з її комунізмом Конфуція та індійську з її індивідуалізмом Вед. Але навіть снігові бар'єри не можуть ні на мить перервати той широкий простір любові до Кінцевого та Вселенського, який є спільною спадщиною мислення кожної азійської раси, що дозволяє їм створити всі великі релігії світу та відрізняє їх від тих морських народів Середземномор'я та Балтики, які люблять зосереджуватися на окремому та шукати засоби, а не мету життя.
У своїй наступній книзі «Пробудження Японії», опублікованій у 1904 році, він стверджував, що «слава Заходу — це приниження Азії». Це був ранній прояв паназіазму. У цій книзі Окакура також зазначив, що швидка модернізація Японії не отримала повсюдної схвалення в Азії: «Ми так прагнули ідентифікувати себе з європейською цивілізацією, а не з азійською, що наші континентальні сусіди вважають нас відступниками, навіть втіленням самої Білої Лихи».:101

У «Книзі чаю», написаній та опублікованій у 1906 році, її описують як «найдавніший чіткий англомовний опис дзен-буддизму та його зв'язку з мистецтвом». Окакура стверджував, що «чай — це більше, ніж ідеалізація форми пиття; це релігія мистецтва життя».
[Чайний дух] уособлює чистоту та гармонію, таємницю взаємної милосердя, романтизм суспільного ладу. По суті, це поклоніння Недосконалому, оскільки це ніжна спроба досягти чогось можливого в цій неможливій речі, яку ми знаємо як життя.
Нічого з цього, припустив він, не сподобалося західній людині. У своїй «витонченій самовдоволеності» західна людина розглядає чайну церемонію як «ще один приклад тисячі й однієї дивацтв, які складають для неї химерність та дитячість Сходу». Пишучи після російсько-японської війни, Окакура зазначив, що західна людина вважала Японію «варварською, поки вона потурала ніжним мистецтвам миру», і почала називати її цивілізованою лише тоді, коли «вона почала вчиняти масові кровопролиття на полях битв Маньчжурії».

Остання робота Окакури, «Біла лисиця», написана під патронажем Ізабелли Стюарт Ґарднер у 1912 році, була англійським лібрето для Бостонського оперного театру. Лібрето містить елементи як п'єс кабукі, так і епосу Вагнера «Тангейзер» і може бути метафорично сприйняте як вираз сподіваного Окакурою примирення Сходу та Заходу. Чарльз Мартін Леффлер погодився на прохання Гарнера покласти поетичну драму на музику, але проєкт так і не був поставлений на сцені.
- Книга Чая

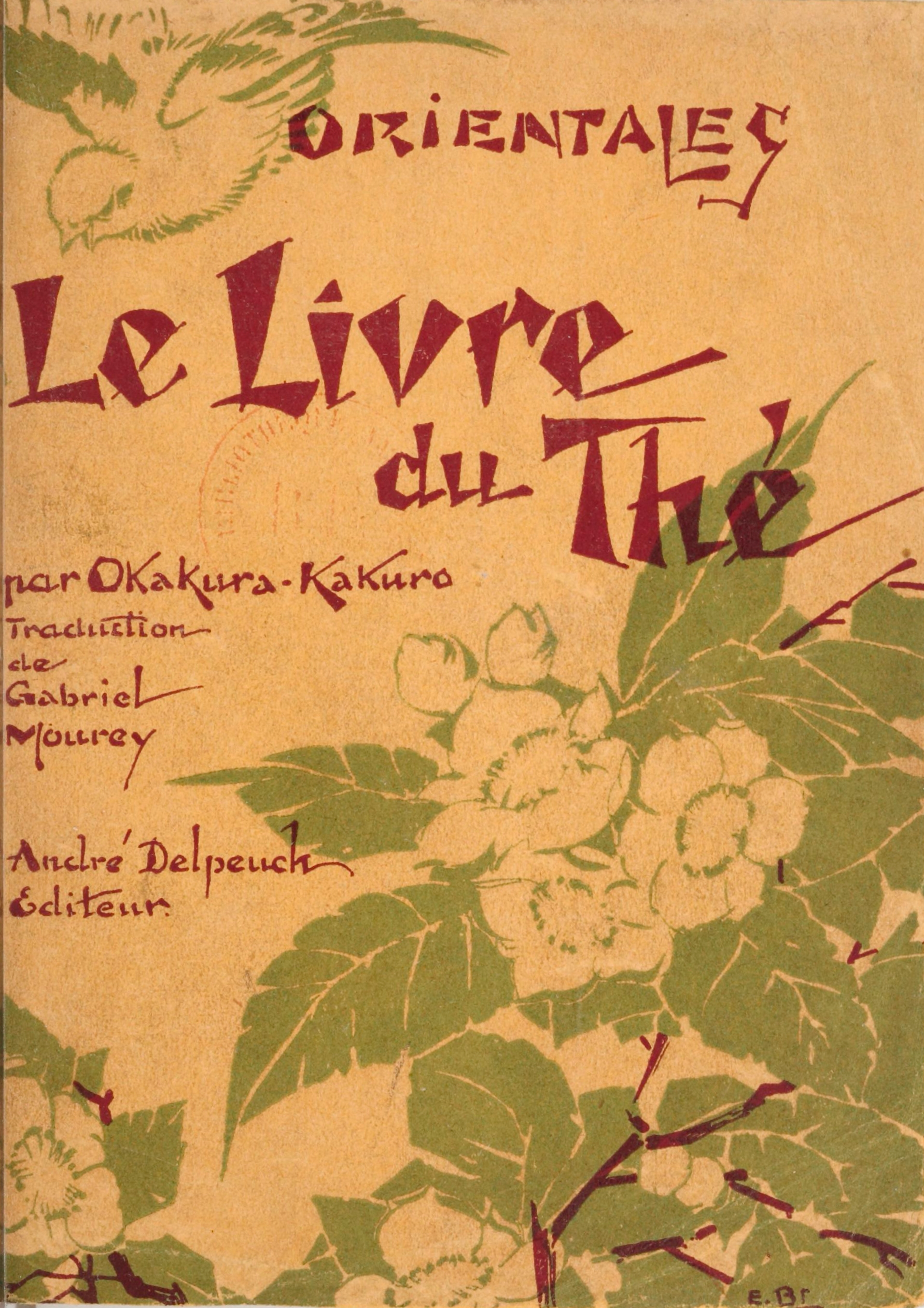
Переклад твору французькою мовою., 1927
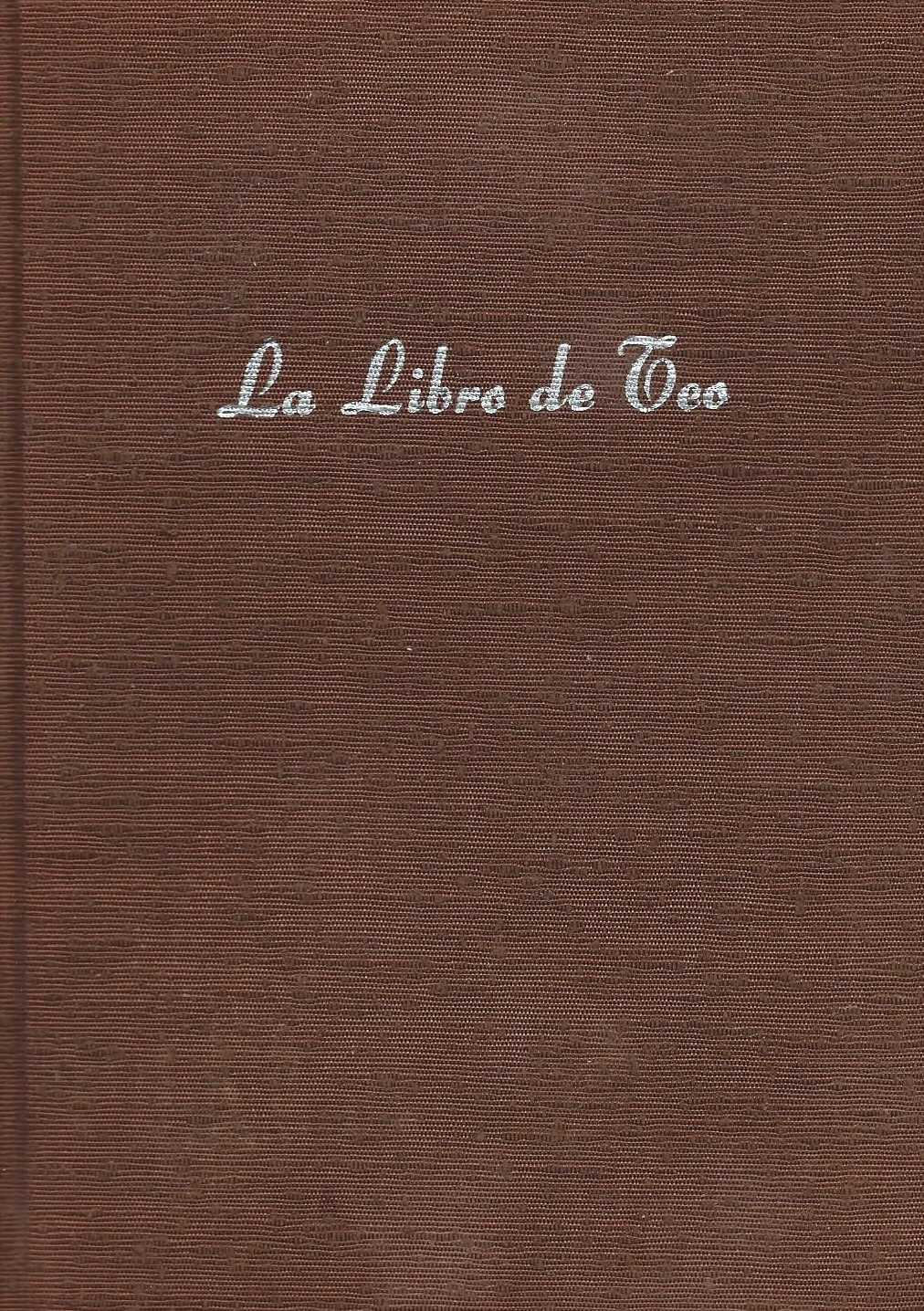
Переклад твору мовою есперанто

## Смерть
Здоров'я Окакури погіршилося в останні роки його життя. «Лікарі кажуть, що моя хвороба — це звичайна скарга двадцятого століття — хвороба Брайта», — писав він другу в червні 1913 року. «Я їв речі в різних частинах земної кулі — надто різноманітні для спадкових уявлень про мій шлунок і нирки. Однак я знову одужую і думаю поїхати до Китаю у вересні». У серпні 1913 року «Какудзо наполягав на поїздці до своєї гірської вілли в Акакурі, і зрештою його дружина, дочка та сестра відвезли його туди поїздом. Протягом тижня Какудзо почувався трохи краще і міг розмовляти з людьми, але 25 серпня у нього стався серцевий напад, і він кілька днів страждав від сильного болю. В оточенні родини, родичів та учнів він помер 2 вересня».

## Спадщина
У Японії Окакура, разом із Хасімото Ґахо, художником школи Кано, вважається тим, хто «порятує» японську традицію живопису Ніхонґа перед обличчям живопису західного стилю, або «Йоґа», головним прихильником якої був художник Курода Сейкі.Однак, визнаючи, що стосовно Японії Окакура відіграв новаторську роль у практиці естетичної герменевтики, сучасні мистецтвознавці більше не переконані в «загрозі», яку становить західний живопис. Вони також критикують те, як Окакура, як «батько-засновник «Міфу про азійський спіритуалізм»», сформував уявлення про дихотомію Схід-Захід.
За межами Японії Окакура вплинув на низку важливих постатей, прямо чи опосередковано, серед яких Свамі Вівекананда, філософ Мартін Гайдеґґер, поет Езра Паунд, а особливо поет Рабіндранат Тагор і меценат мистецтва, колекціонерка та засновниця музею Ізабелла Стюарт Ґарднер, які були його близькими особистими друзями. Він також був одним із трійки японських художників, які познайомили з технікою заливки Абаніндранатха Тагора, батька сучасної індійської акварелі.
Як частина Інституту мистецтв і культури Ідзура, Університет Ібаракі керує Роккакудо, шестикутним дерев'яним притулком з видом на море вздовж узбережжя Ідзура в Кітайбаракі, префектура Ібаракі, який був спроектований Окакурою та побудований у 1905 році. Він зареєстрований як національний пам'ятник.

## Книги
- Ідеали Сходу (Лондон: Дж. Мюррей, 1903)
- Пробудження Японії (Нью-Йорк: Сенчурі, 1904)
- Книга чаю(Нью-Йорк: Патнемс, 1906)